# Fernando Rodrigues
Fernando Rodrigues (São João da Boa Vista, 6 de abril de 1963) é um jornalista brasileiro, membro do Consórcio Internacional de Jornalistas Investigativos (ICIJ).

## Carreira
Formou-se em jornalismo na Universidade Metodista de São Paulo, em São Bernardo do Campo, em 1985. De 1986 a 1987 fez mestrado em jornalismo internacional na City University, em Londres.
De 2000 a 2016, manteve um site/blog sobre política hospedado no portal do Universo Online (UOL). De 2007 a 2017, fez análises sobre poder e política na Rádio Jovem Pan, de São Paulo, no quadro "Bastidores do Poder", do Jornal da Manhã.
Trabalhou para o jornal Folha de S.Paulo de 1987 a 6 de novembro de 2014.
Foi contratado pelo SBT em 2010 até 2011 e de outubro de 2019 a outubro de 2020.
Em 2016 lançou o jornal digital Poder360, com sede em Brasília (DF), onde é diretor de redação.

## Jornalismo investigativo
Fernando Rodrigues foi um dos jornalistas, junto ao Otávio Chico, do jornal O Globo, que tiveram exclusividade para publicar informações a respeito das contas de brasileiros no HSBC divulgadas pelo Swiss Leaks. Em 26 de março de 2015, Fernando Rodrigues depôs na CPI do HSBC.
Fernando e Chico afirmaram à CPI que, dos aproximadamente 140 nomes divulgados pelas reportagens conjuntas do jornal O Globo e do portal UOL, apenas quatro comprovaram a legalidade das contas e apresentaram documentos ao Consórcio Internacional de Jornalistas Investigativos. Os dois jornalistas ressalvaram que não há, até o momento, nenhum indício de ilegalidade na abertura das contas no banco.

### Poder360
O Poder360 é um jornal digital sediado em Brasília, fundado em 18 de abril de 2000 pelo jornalista como blogue pessoal, e passou por várias reformulações. Seu objetivo inicial era escrever sobre assuntos políticos.
Em 22 de novembro de 2016, a página própria do Poder360 foi lançada e operou inicialmente em paralelo ao blog de Rodrigues, que ainda estava hospedado no UOL. Em 1º de janeiro de 2017, iniciou sua fase independente. Em março de 2017, a empresa tinha mais de vinte funcionários.
O Poder360 participou de grandes investigações internacionais promovidas pelo Consórcio Internacional de Jornalistas Investigativos (ICIJ). Fernando Rodrigues faz parte do consórcio.
- Paradise Papers ("Documentos do paraíso", em tradução livre) — conjunto de 13,4 milhões de documentos eletrônicos confidenciais de natureza fiscal.[11] que foram enviados ao jornal alemão Süddeutsche Zeitung. O Poder360 conduziu no Brasil as investigações dos Paradise Papers[12]
- Bahamas Leaks — obtidos pelo jornal alemão Süddeutsche Zeitung e compartilhados com veículos de todo o mundo. O acervo, de 38 gigabytes, contém 1,3 milhão de documentos sobre mais de 175 mil offshores. Os documentos revelam uma rede de empresas offshore de líderes do cenário político mundial.[13]
- Panama Papers (em português: Documentos do Panamá) — conjunto de 11,5 milhões de documentos confidenciais[14] de autoria da sociedade de advogados panamenha Mossack Fonseca que fornecem informações detalhadas de mais de 214 000 empresas de paraísos fiscais offshore, incluindo as identidades dos acionistas e administradores. O Poder360 conduziu no Brasil as investigações dos Panama Papers[12].
- Swiss Leaks (ou SwissLeaks) — investigação jornalística de um gigantesco esquema de evasão fiscal alegadamente operado com o conhecimento e encorajamento do banco multinacional britânico HSBC por meio de sua subsidiária suíça, o HSBC Private Bank (Suisse).[15]

#### Premiações
O Poder360 foi indicado em 2017 ao prêmio de Melhor Site pelo Prêmio Engenho. Em novembro de 2018, o veículo foi finalista e vencedor na categoria.
No mesmo ano, o jornal digital foi premiado na categoria Melhor Mídia Digital, pela Aberje] (Associação Brasileira de Comunicação Empresarial). O prêmio é concedido a veículos e empreendimentos de comunicação que se destacaram em seu universo de atuação.

## Prêmios
É ganhador de quatro Prêmios Esso. Em 1997, ganhou o Prêmio Esso de Jornalismo, com a reportagem sobre a compra de votos para a aprovação da emenda da reeleição; em 2002, com as reportagens e o banco de dados "Controle Público" (depois renomeado Políticos do Brasil,), que permitia o acesso a mais de seis mil declarações de bens de políticos; a terceira vez, em 2003, foi graças a uma investigação sobre venda de reportagens no Paraná; e a última em 2006, por Melhor Contribuição à Imprensa naquele ano pelo livro e site Políticos do Brasil.. O livro e o site tratam especificamente sobre os valores de bens pessoais declarados pelos políticos brasileiros desde as eleições de 1998 até 2006.
Também foi premiado em 2002, pelo trabalho "Controle Público", com o Líbero Badaró de Webjornalismo e com o Prêmio para Internet da Fundación Nuevo Periodismo Internacional, presidida pelo escritor colombiano Gabriel García Márquez.
Entre 2006 e 2007, ganhou uma bolsa de estudos da Fundação Nieman para Jornalismo na Universidade Harvard, nos Estados Unidos.
Em 2018, recebeu o prêmio Maria Moors Cabot, a mais relevante distinção concedida nos Estados Unidos a jornalistas estrangeiros.

## Obras
Fonte:UOL
- Os Donos do Congresso - A Farsa na CPI do Orçamento, ganhador do Prêmio Jabuti em 1993 como co-autor, junto com os jornalistas Gustavo Krieger e Elvis César Bonassa.[23]
- Racismo Cordial - 1994, ed. Ática. Rodrigues escreveu o texto de introdução neste livro que contém artigos de vários autores.
- Políticos do Brasil - 2006, ed. PubliFolha (Prêmio Esso de Melhor Contribuição à Imprensa em 2006)